# Спинальная анестезия
Спина́льная анестези́я — вид местной анестезии, при котором анестетик в процессе люмбальной пункции вводится в субарахноидальное пространство, а блокирование передачи импульса происходит на уровне корешков спинномозговых нервов.
Данный вид анестезии имеет ряд преимуществ по сравнению с общей анестезией: дешевизна, не задействуется наркозно-дыхательное оборудование, не требуется наблюдение в посленаркозном периоде (после операции пациент может быть возвращён сразу в палату), меньше противопоказаний и потенциальных осложнений. Не влияет на уровень сознания пациента, поэтому часто комбинируется с седативными средствами.
Спинальная анестезия может проводиться в одном из двух положений пациента: лежа на боку и сидя.

## Принцип метода
Спинальная анестезия выполняется с некоторыми отличиями от эпидуральной анестезии:
- при спинальной анестезии местный анестетик вводится в субарахноидальное пространство, а при эпидуральной анестезии — в эпидуральное пространство.
- используется более тонкая спинальная игла[1];
- доза анестетика для спинального блока значительно меньше, и вводится он ниже уровня спинного мозга в пространство, содержащее спинномозговую жидкость.

Сразу после инъекции в субарахноидальное пространство анестетика быстро развивается чувство онемения в нижней части туловища.

## Противопоказания
Противопоказания к спинномозговой анестезии:

### Абсолютные
- Отказ пациента.
- Отсутствие необходимых условий и оснащения для полноценного наблюдения за состоянием пациента во время анестезии и эффективного лечения потенциально возможных осложнений.
- Коагулопатии.
- Антикоагулянтная терапия непрямыми антикоагулянтами, низкомолекулярными гепаринами в последние 12 часов.
- Инфекция кожи в области пункции.
- Внутричерепная гипертензия.
- Отсутствие резервов для увеличения сердечного выброса за счёт увеличения частоты сердечных сокращений и ударного объёма (например, полная AV-блокада, выраженный аортальный стеноз). Иногда в таких случаях можно провести продлённую спинальную анестезию или комбинированную спинально-эпидуральную анестезию.
- Выраженные признаки ваготонии, частые синкопальные состояния в анамнезе, синдром слабости синусового узла, AV-блокады.

### Относительные
- Психологическая и эмоциональная лабильность пациента.
- Психические и неврологические заболевания, низкий уровень интеллекта (олигофрения и т. п.)
- Заболевания сердца с фиксированным сердечным выбросом (идиопатический гипертрофический субаортальный стеноз, аортальный стеноз, митральный стеноз и т. п.)
- Неизвестная продолжительность предполагаемого оперативного вмешательства и возможность расширения объёма операции (экстирпация матки, надвлагалищная ампутация и т. п.)
- Анатомические аномалии позвоночника.
- Профилактическое назначение низких доз гепарина, лечение дезагрегантами.
- Наличие пороков развития плода, антенатальная гибель плода.
- Местные проявления инфекции, локализованные по периферии места предполагаемой пункции.
- Выраженная гиповолемия и реальный риск развития массивного кровотечения (отслойка плаценты, разрыв матки, гипотонические кровотечения и т. п.)
- Дистресс-синдром плода.
- Выраженные признаки синдрома аорто-кавальной компрессии.

## Возможные осложнения
В ходе крупных ретроспективных исследований были получены данные, что при спинальной анестезии наблюдается крайне низкая частота серьёзных осложнений. Так, необратимая остановка сердца отмечалась примерно в 0,01 % случаев (1 смерть на 10 тысяч операций) или даже реже.
Одним из наиболее частых осложнений при спинальной анестезии является постпункционная головная боль (ППГБ), её частота составляет по данным на 2008 год около 3 %.